# Senza luce/Guardo te e vedo mio figlio
Senza luce/Guardo te e vedo mio figlio è il quarto singolo del gruppo musicale italiano dei Dik Dik, pubblicato nel 1967 dalla Dischi Ricordi.

## Descrizione
Il brano Senza luce, cover italiana di A Whiter Shade of Pale dei Procol Harum, è il brano registrato anche da Fausto Leali (nel 45 giri Senza luce/Per un momento ho perso te), da Wess (in Senza luce/I'm a Short-Timer) e, nel 1999, da Al Bano (nell'album Ancora in volo). Il testo italiano è di Mogol, mentre quello originale è di Keith Reid; la musica è di Gary Brooker.
Guardo te e vedo mio figlio è un brano di Mogol e Lucio Battisti, mai inciso dal suo autore.

## Tracce
Lato A
1. Senza luce (A Whiter Shade of Pale) – 4:06 (testo: Mogol, Keith Reid – musica: Gary Brooker)

Lato B
1. Guardo te e vedo mio figlio – 2:36 (testo: Mogol – musica: Lucio Battisti)

## Formazione
- Giancarlo Sbriziolo - voce, basso
- Erminio Salvaderi - voce, chitarra
- Pietruccio Montalbetti - voce, chitarra
- Sergio Panno - batteria
- Mario Totaro - tastiere